# داگلاس بلوباو
داگلاس بلوباو (انگلیسی: Douglas Blubaugh; ۳۱ دسامبر ۱۹۳۴ – ۱۶ مهٔ ۲۰۱۱) کشتی‌گیر اهل ایالات متحده آمریکا بود.
وی در مسابقات کشوری و بین‌المللی در مجموع برندهٔ ۲ مدال طلا شده‌است.